# かすみ網
かすみ網（かすみあみ、霞網とも）とは視認性の低い張り網の一種。

## 概要

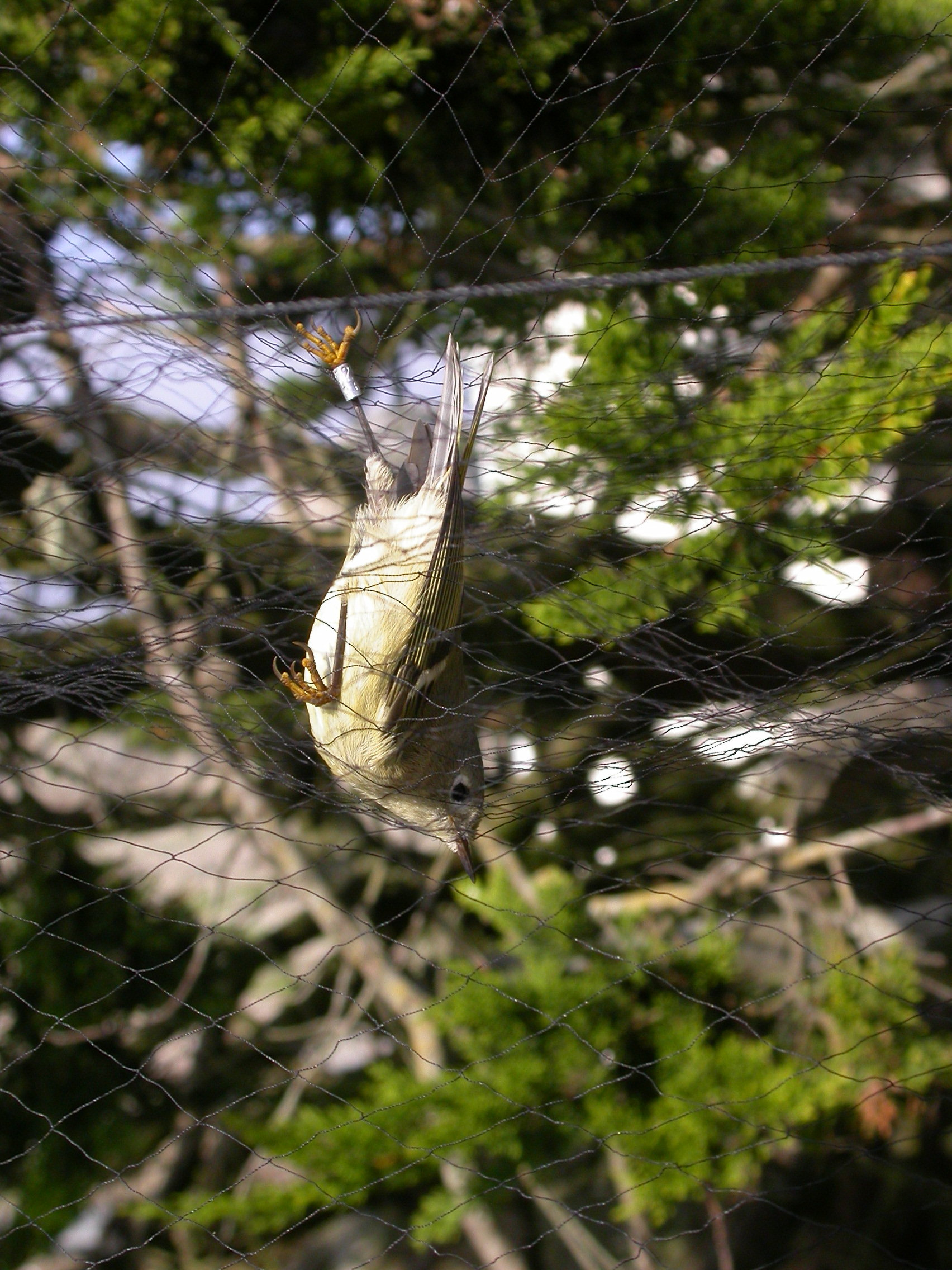
かすみ網に捕獲された鳥(→鳥類標識調査)

かすみ網は、谷切網、雉網、兎網などと並ぶ張り網の一種である。日本の鳥獣の保護及び管理並びに狩猟の適正化に関する法律施行規則（平成14年環境省令第28号）第6条では「かすみ網」の定義について「はり網のうち棚糸を有するものをいう」としており、この「棚糸」とは、網に横方向に通し、網を弛ませて鳥が捕まりやすいようにしたものである。
細い糸（近年ではテグス等）で作られた網を空中に渡し、そこに飛んできた野鳥を捕らえる。
岐阜県の飛騨地方、東濃地方が本場で、北濃地方や富山県、福井県にわずかに伝わる古式狩猟法の一つである。渡り鳥は仲間を誘い合わせて行動する習性を利用し、囮を使って集団を網を張った山へおびき寄せる。そこにタカ笛やタカの羽音を擬した音を立てると、渡り鳥は身を隠そうとして地表付近を飛び張り巡らされた網にかかる仕組みとなっている。
網に衝突した鳥は反射的に足で糸を掴む。鳥はその体の構造や本能により、足で掴んでいる物を蹴って空中に飛び出してから羽ばたき始めるが、細い糸で作られた網は鳥の体を空中に投げ出すのに充分な反動が得られず、いつまでも網を掴んでは蹴る動作を繰り返し、衰弱していく。偶然に風などで振り飛ばされたり、力尽きて死んだりしない限り、人の手で引き離すまで網から逃れることはない。もがくうちに網に絡まり、羽根を傷める個体もある。さらに、長時間に渡って逆さ吊りのような不自然な体勢で拘束されるため、疲労による衰弱以外にも重力によって血行が阻害され、喀血しながら死に至る例も見られる。
かすみ網は比較的簡易かつ効率的に野鳥の捕獲を行える反面、貴重な渡り鳥などの乱獲に繋がり、種の存続すら脅かす恐れがあることから、1947年より特別な許可を持つ者以外の使用は固く禁じられている。

## 密猟の実態
1970年代までは、事実上、使用は野放し状態であり、岐阜県だけでも約1000人の密猟業者がいた。網を張る「トヤ場」（密猟場）の中には番小屋が拵えられ、野鳥料理やビールを提供するところもあった。1970年、日本野鳥の会が航空写真で岐阜県内のトヤ場を調査したところ、多治見市内で45ヶ所、恵那市内で137ヶ所、土岐市内で89ヶ所など計1000ヶ所を確認している。

## 日本での法規制
日本では鳥獣の保護及び狩猟の適正化に関する法律の使用禁止猟具に指定されており、鳥獣の捕獲等の目的での所持・販売・頒布は原則として禁じられている（鳥獣の保護及び狩猟の適正化に関する法律第16条、同法施行規則第17条）。違反者は六月以下の懲役又は五十万円以下の罰金に処される（鳥獣の保護及び狩猟の適正化に関する法律第84条）。また、同法の「鳥獣の保護繁殖に重大な支障がある網」に指定されており、学術研究の目的、鳥獣による生活環境、農林水産業又は生態系に係る被害の防止の目的、第七条第二項第五号に掲げる特定鳥獣の数の調整の目的その他環境省令で定める目的で鳥獣の捕獲での使用には環境大臣の許可を要する（鳥獣の保護及び狩猟の適正化に関する法律第9条、同法施行規則第6条）。この規定の違反者にも罰則があり懲役刑または罰金刑に処される（鳥獣の保護及び狩猟の適正化に関する法律第84条等）。
現在でも観賞用（メジロなど）や食用（ツグミ・スズメなど）といった野鳥の需要は高く、かすみ網を用いた密猟は後を絶たない。特に種類を問わず捕まえてしまうため今日では狩猟行為自体が禁じられているツグミまでもを捕らえてしまう事も在り得る訳だが逆にそれらを目的にした密猟も報告されているなど関係者の意識問題にまで言及される事もあり、登山者やハイカーからの通報を求めるためにも環境省や全国の野鳥団体では様々な啓蒙活動を行い続けている。
その一方で野鳥の生態調査（鳥類標識調査）の一環として、このかすみ網を使用することもある。これは鳥を直接傷つけないための措置であり観測者や研究者は一定時間ごとに巡回するか、付近にひそんでいて罠に掛かった鳥に識別票や電波発信機を取り付けるなどして再び放っている。特にこれら調査狩猟では、それと判る旗が立てられているのが通例である。